# Scinax trilineatus
Scinax trilineatus är en groddjursart som först beskrevs av Marinus S. Hoogmoed och Stefan Gorzula 1979.  Scinax trilineatus ingår i släktet Scinax och familjen lövgrodor. IUCN kategoriserar arten globalt som livskraftig. Inga underarter finns listade i Catalogue of Life.